# 커널 기반 가상 머신
커널 기반 가상 머신(Kernel-based Virtual Machine, KVM)은 리눅스 커널을 하이퍼바이저로 변환하기 위한 가상화 인프라스트럭처의 하나이다. 2007년 2월 5일에 출시된 커널 버전 2.6.20의 리눅스 커널 메인라인에 병합되었다. KVM은 하드웨어 가상화 확장을 갖춘 프로세서가 필요하다. KVM은 적재 가능한 커널 모듈의 형태로 FreeBSD, 일루모스에도 포팅되었다.

## 라이선스
KVM의 일부는 다양한 GNU 라이선스로 구성되어 있다:
- KVM 커널 모듈: GPL v2
- KVM 사용자 모듈: LGPL v2
- QEMU 가상 CPU 코어 라이브러리 (libqemu.a) 및 QEMU PC 시스템 에뮬레이터: LGPL
- 리눅스 사용자 모드 QEMU 에뮬레이터: GPL
- BIOS 파일 (bios.bin, vgabios.bin, vgabios-cirrus.bin): LGPL v2 이상

## 같이 보기
- 하이퍼-V
- 오픈네뷸라
- 오픈스택
- 젠 (하이퍼바이저)